# Asociación Nacional de Estudiantes Católicos

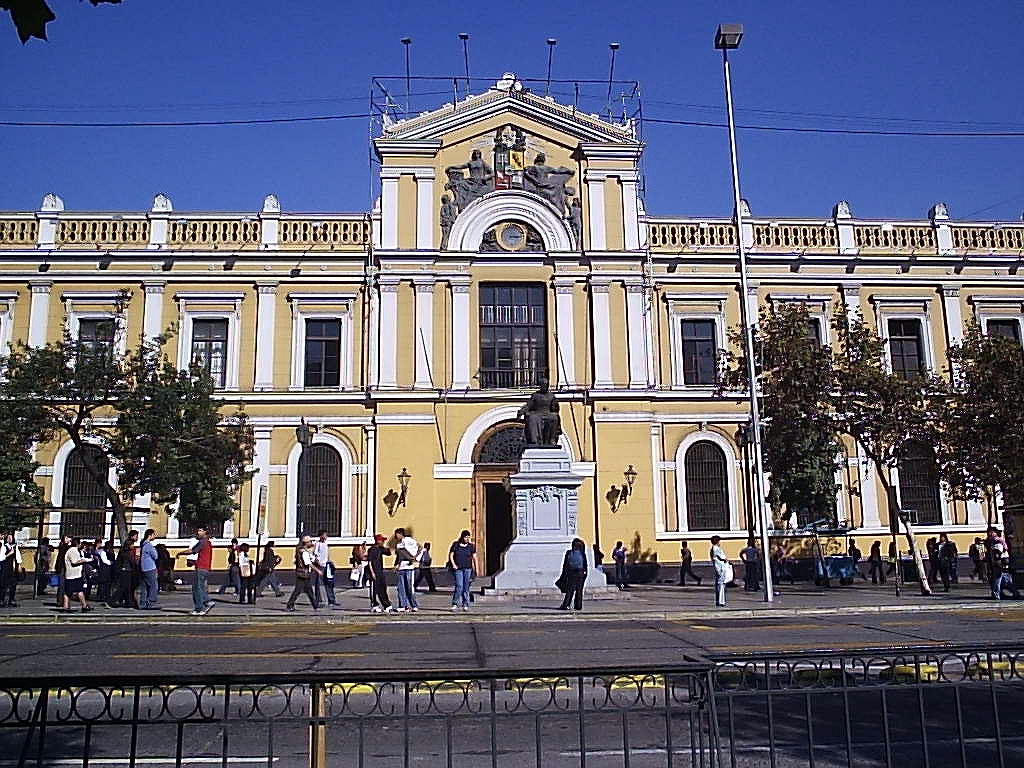
Universidad de Chile, wichtiger Wirkungsort der ANEC

Die Asociación Nacional de Estudiantes Católicos, ANEC, war eine katholische Jugend- und Studentenorganisation, die im Jahr 1915 vom Priester Julio Prestat in Chile gegründet wurde. Sie wurde zur Kaderschmiede der Politiker, die später die Christlichdemokratische Partei Chiles gründeten.

## Geschichte
Die ANEC wurde mit dem Ziel gegründet, dem zunehmenden Laizismus in der Universidad de Chile (Universität von Chile) Universitäten entgegenzuwirken. Sie sollte auch Studenten auf eine politische Karriere in der katholischen Konservativen Partei vorbereiten. Im Laufe der 1920er Jahre, endgültig ab 1928 mit der Übernahme der Leitung durch den Priester Óscar Larson Sudy, begann die ANEC, sich modernen Ideen zu öffnen und ließ sich vor allem durch die belgische Universität von Löwen (Katholische Universität Löwen) beeinflussen, an der P. Larson studiert hatte. Vor allem wurde dort eine marktkritische Interpretation der Sozialenzykliken vorgenommen. 1932 wurde Eduardo Frei Montalva, der spätere christlichdemokratische Präsident Chiles, der Präsident des ANEC.
In den 1930er Jahren gewann die ANEC mehrere Mitglieder, die später wichtige Christdemokraten wurden: Bernardo Leighton, Ignacio Palma, Manuel Ignacio Garretón usw. Auch der spätere Bischof von Talca und großer Förderer der Bodenreform, Manuel Larraín Errázuriz, wurde Mitglied. Die Zeitschrift der Organisation hieß Revista de Estudiantes Católicos (REC) und verbreitete in Chile die neuen theologischen Ansätze, die aus Europa kamen. Später wurde der Zeitschrift in Revista de Extensión Cultural umbenannt. Durch sie wurden die Ideen von Jacques Maritain, Raissa Maritain, Léon Bloy, Charles Péguy, Emmanuel Mounier usw. in Chile publiziert. Die ANEC unterhielt enge Beziehungen mit der Katholischen Aktion. Eine Delegation der ANEC, bestehend aus Eduardo Frei Montalva, Manuel Ignacio Garretón und P. Óscar Larson, nahm am Iberoamerikanischen Kongress für katholische Studenten (Congreso Iberoamericano de Universitarios Católicos) im Jahr 1934 in Rom teil. In dieser Reise lernte Eduardo Frei Montalva die wichtigsten Figuren des damaligen (zum Teil sich noch bildenden) linken politischen Katholizismus in Europa kennen. Mit der Gründung der Falange Nacional, zunächst als Bewegung innerhalb der Konservativen Partei und später als Partei, sowie die ihnen gehörenden Publikationen, begann die ANEC an Bedeutung zu verlieren. Später wurde die Jesuitenzeitschrift Mensaje die Publikation des linken Katholizismus in Chile.